# Артистичне плавання на Чемпіонаті світу з водних видів спорту 2023
Змагання з артистичного плавання на Чемпіонату світу з водних видів спорту 2023 тривали з 14 до 22 липня 2023 року.

## Розклад змагань
Загалом відбудуться змагання в 11-х дисциплінах.
Для всіх змагань вказано місцевий час (UTC+9).
| Дата          | Час   | Дисципліна                                            |
| ------------- | ----- | ----------------------------------------------------- |
| 14 липня 2023 | 09:00 | Соло, технічна програма, жінки, попередні змагання    |
| 14 липня 2023 | 12:00 | Соло, технічна програма, чоловіки, попередні змагання |
| 14 липня 2023 | 15:00 | Дует, технічна програма, попередні змагання (Група B) |
| 14 липня 2023 | 17:50 | Дует, технічна програма, попередні змагання (Група A) |
| 15 липня 2023 | 10:00 | Акробатика, попередні змагання                        |
| 15 липня 2023 | 14:00 | Змішаний дует, технічна програма, попередні змагання  |
| 15 липня 2023 | 19:30 | Соло, технічна програма, жінки, фінал                 |
| 16 липня 2023 | 10:00 | Група, технічна програма, попередні змагання          |
| 16 липня 2023 | 16:30 | Змішаний дует, технічна програма, фінал               |
| 16 липня 2023 | 19:30 | Дует, технічна програма, фінал                        |
| 17 липня 2023 | 09:00 | Соло, довільна програма, жінки, попередні змагання    |
| 17 липня 2023 | 14:00 | Соло, технічна програма, чоловіки, фінал              |
| 17 липня 2023 | 19:30 | Акробатика, фінал                                     |
| 18 липня 2023 | 09:00 | Дует, довільна програма, попередні змагання (Група B) |
| 18 липня 2023 | 12:00 | Дует, довільна програма, попередні змагання (Група A) |
| 18 липня 2023 | 15:00 | Соло, довільна програма, чоловіки, попередні змагання |
| 18 липня 2023 | 19:30 | Група, технічна програма, фінал                       |
| 19 липня 2023 | 16:30 | Соло, довільна програма, чоловіки, фінал              |
| 19 липня 2023 | 19:30 | Соло, довільна програма, жінки, фінал                 |
| 20 липня 2023 | 10:00 | Група, довільна програма, попередні змагання          |
| 20 липня 2023 | 19:30 | Дует, довільна програма, фінал                        |
| 21 липня 2023 | 10:00 | Змішаний дует, довільна програма, попередні змагання  |
| 21 липня 2023 | 19:30 | Група, довільна програма, фінал                       |
| 22 липня 2023 | 10:00 | Змішаний дует, довільна програма, фінал               |
| 22 липня 2023 | 12:30 | Показові виступи                                      |

## Результати

### Медальний залік
*   Країна-господарка (Японія)
| Місце               | Країна              | Золото | Срібло | Бронза | Загалом |
| ------------------- | ------------------- | ------ | ------ | ------ | ------- |
| 1                   | Японія*             | 4      | 1      | 2      | 7       |
| 2                   | Іспанія             | 3      | 1      | 3      | 7       |
| 3                   | Китай               | 3      | 1      | 1      | 5       |
| 4                   | Австрія             | 1      | 2      | 0      | 3       |
| 5                   | США                 | 0      | 2      | 2      | 4       |
| 6                   | Італія              | 0      | 2      | 0      | 2       |
| 7                   | Колумбія            | 0      | 1      | 0      | 1       |
| 7                   | Мексика             | 0      | 1      | 0      | 1       |
| 9                   | Велика Британія     | 0      | 0      | 1      | 1       |
| 9                   | Казахстан           | 0      | 0      | 1      | 1       |
| 9                   | Україна             | 0      | 0      | 1      | 1       |
| Загалом (11 збірна) | Загалом (11 збірна) | 11     | 11     | 11     | 33      |

### Чоловіки
| Дисципліна              | Золото                                | Золото   | Срібло                    | Срібло   | Бронза                 | Бронза   |
| ----------------------- | ------------------------------------- | -------- | ------------------------- | -------- | ---------------------- | -------- |
| Соло, довільна програма | Фернандо Діас Дель Ріо Сото · Іспанія | 193.0334 | Густаво Санчес · Колумбія | 189.9625 | Кеннет Годе · США      | 179.5562 |
| Соло, технічна програма | Фернандо Діас Дель Ріо Сото · Іспанія | 224.5550 | Кеннет Годе · США         | 216.8000 | Едкард Кім · Казахстан | 216.0000 |

### Жінки
| Дисципліна              | Золото                                                     | Золото   | Срібло                                    | Срібло   | Бронза                                   | Бронза   |
| ----------------------- | ---------------------------------------------------------- | -------- | ----------------------------------------- | -------- | ---------------------------------------- | -------- |
| Соло, довільна програма | Юкіко Інуі · Японія                                        | 254.6062 | Васілікі Александрі · Австрія             | 229.3251 | Кейт Шортман · Велика Британія           | 219.9542 |
| Соло, технічна програма | Юкіко Інуі · Японія                                        | 276.5717 | Васілікі Александрі · Австрія             | 264.4200 | Іріс Тіо · Іспанія                       | 254.2100 |
| Дует, довільна програма | Австрія · Анна-Марія Александрі · Ейріні-Марина Александрі | 255.4583 | Китай · Ван Люї · Ван Цяньї               | 255.2480 | Японія · Мое Хіґа · Масіро Ясунаґа       | 249.5167 |
| Дует, технічна програма | Японія · Мое Хіґа · Масіро Ясунаґа                         | 273.9500 | Італія · Лінда Черруті · Лукреція Руджеро | 263.0334 | Іспанія · Аліса Ожогіна · Іріс Тіо Касас | 257.8368 |

### Змішані змагання
| Event                            | Золото                             | Золото   | Срібло                                         | Срібло   | Бронза                                  | Бронза   |
| -------------------------------- | ---------------------------------- | -------- | ---------------------------------------------- | -------- | --------------------------------------- | -------- |
| Змішаний дует, довільна програма | Китай · Ченг Вентао · Ші Хаою      | 225.1020 | Мексика · Ітзамарі Гонсалес · Дієго Віллалобос | 192.5500 | Іспанія · Денніс Гонсалес · Емма Гарсія | 183.4207 |
| Змішаний дует, технічна програма | Японія · Томока Сато · Йотаро Сато | 255.5066 | Іспанія · Денніс Гонсалес · Емма Гарсія        | 248.0499 | Китай · Ченг Вентао · Ші Хаою           | 247.3033 |

### Групи
| Дисципліна               | Золото | Золото   | Срібло | Срібло   | Бронза | Бронза   |
| ------------------------ | --- | -------- | --- | -------- | --- | -------- |
| Акробатика               | Китай · Чан Хао · Чен Веньтао · Фен Ю · Ші Хаою · Ванг Ціує · Сянг Бінсюань · Сяо Яньнін · Жанг Яї                                                 | 238.0033 | США · Аніта Альварес · Жайме Чарковські · Ніколь Дзурко · Кіна Хантер · Одрі Кноу · Каліста Ліу · Білл Мей · Даніелла Рамірес                        | 232.4033 | Японія · Мока Фужді · Ікой Хірота · Моека Кііджіма · Томока Сато · Йотаро Сато · Хіракі Сузукі · Акане Янаґісава · Меґуму Йосіда                                  | 220.5867 |
| Група, довільна програма | Китай · Чан Хао · Фен Ю · Ванг Сіує · Ван Люї · Ван Цяньї · Сіань Бінсюань · Сяо Яньнін · Жанг Яї                                                  | 329.1687 | Японія · Мое Хіга · Моека Кадзіма · Ута Кобаяші · Аяна Шімада · Амі Вада · Акане Янаґісава · Машіро Ясунага · Меґуму Йосіда                          | 317.8085 | Україна · Марина Алексієва · Владислава Алексієва · Марта Фєдіна · Вероніка Гришко · Дар'я Мошинська · Ангеліна Овчиннікова · Анастасія Шмоніна · Валерія Тищенко | 256.2415 |
| Група, технічна програма | Іспанія · Крістіна Арамбула · Маріна Гарсія Поло · Мерічель Мас · Аліса Ожогіна · Паула Рамірес · Сара Сальдана · Іріс Тіо Касас · Бланка Толедано | 281.6893 | Італія · Лінда Черруті · Марта Якоаччі · Софія Мастроянні · Енріка Пікколі · Лукреція Руджеро · Ізотта Спортеллі · Джулія Верніс · Франческа Дзуніно | 274.5155 | США · Аніта Альварес · Жайме Чарковські · Мегумі Філд · Одрі Квон · Жаклін Луу · Даніелла Рамірес · Рубі Рематі · Наталія Вега                                    | 273.7396 |